# Xiaomi Mi Note 2
Xiaomi Mi Note 2 — флагманський смартфон компанії Xiaomi, що входить до серії Mi Note. Був представлений 25 жовтня 2016 року. Це перший смартфон Xiaomi, що отримав має загнутий по краям дисплей.

## Дизайн

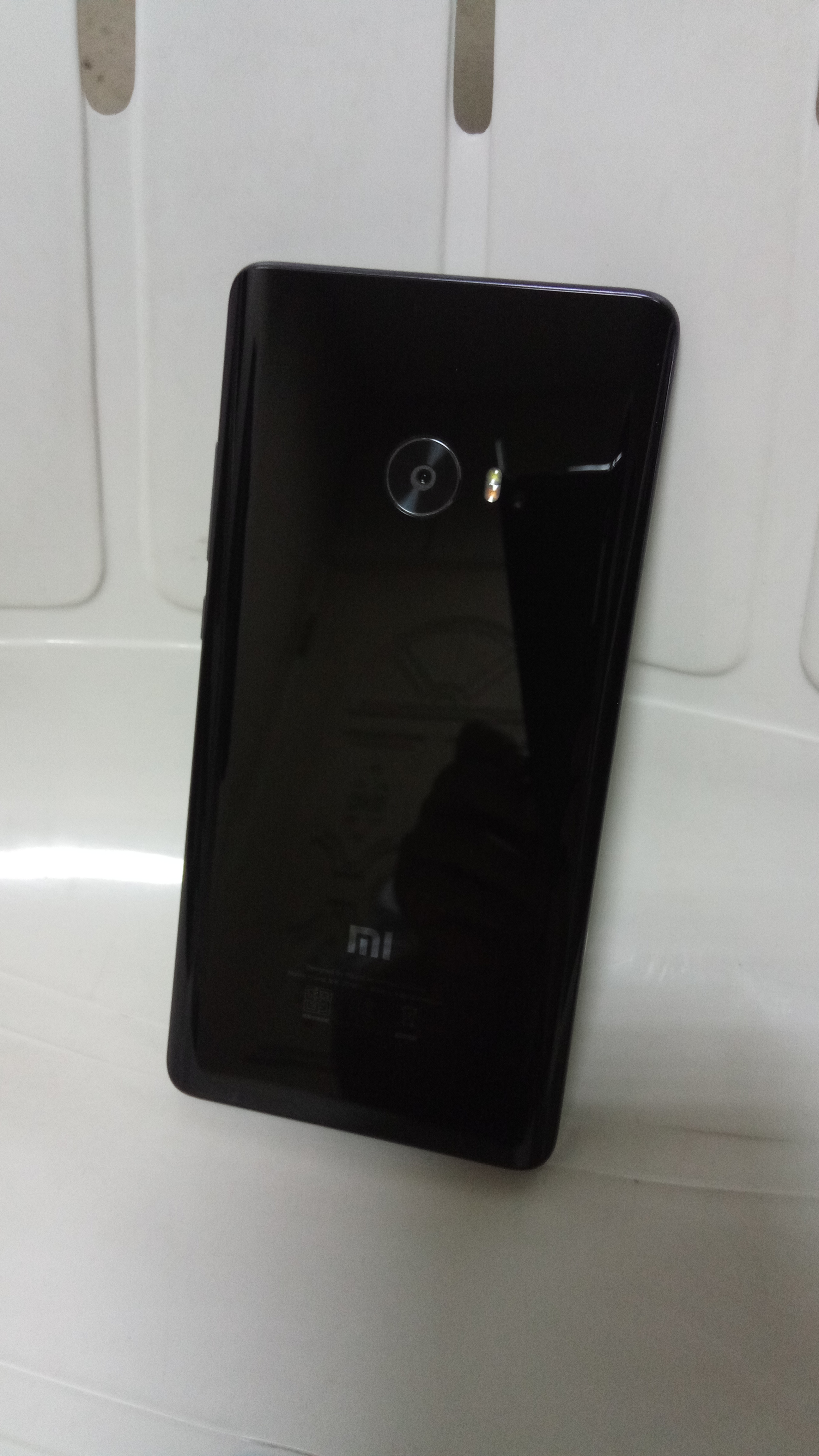
Задня панель Mi Note 2

Передня та задня панелі виконані із загнутого скла, а рамка — з алюмінію.
Знизу розміщені роз'єм USB-C та сітки динаміка і мікрофона, зверху — 3,5 мм аудіороз'єм, другий мікрофон та ІЧ-порт, зліва — лоток під 2 SIM-картки, а справа — гойдалка регулювання гучності та кнопка блокування. Сканер відбитків пальців вбудований в кнопку «додому».
Mi Note 2 продавався в 3 кольорах: чорному, золотому та срібному.

## Технічні характеристики

### Апаратне забезпечення
Mi Note 2 отримав флагманську систему на кристалі Qualcomm Snapdragon 821. Пристрій продавався в конфігураціях 4/64, 6/64 та 6/128 ГБ.
Батарея отримала об'єм 4070 мА·год та підтримку швидкої 18-ватної зарядки Quick Charge 3.0.
Mi Note 2 отримав загнутий по краям 5,7-дюймовий екран типу AMOLED з роздільною здатністю Full HD (1920 × 1080) зі співвідношенням сторін 16:9 та щільністю пікселів 386 ppi.
Смартфон отримав основну камеру на 22,56 Мп з діафрагмою f/2.0, фазовим автофокусом, цифровою стабілізацією і можливістю запису відео в роздільній здатності 4K@30fps. Також пристрій отримав передню камеру на 8 Мп з діафрагмою f/2.0, автофокусом та можливістю запису відео в роздільній здатності 1080p@30fps.

### Програмне забезпечення
Mi Note 2 був випущений на MIUI 8 на базі Android 6.0 Marshmallow і був пізніше оновлений до MIUI 11 на базі Android 8.0 Oreo.